# Козики (Вармінсько-Мазурське воєводство)
Козики (пол. Koziki, нім. Kozycken) — село в Польщі, у гміні Елк Елцького повіту Вармінсько-Мазурського воєводства.
Населення — 31 особа (2011).
У 1975-1998 роках село належало до Сувальського воєводства.

## Демографія
Демографічна структура станом на 31 березня 2011 року:
|          | Загалом | Допрацездатний вік | Працездатний вік | Постпрацездатний вік |
| -------- | ------- | ------------------ | ---------------- | -------------------- |
| Чоловіки | 17      | 2                  | 14               | 1                    |
| Жінки    | 14      | 1                  | 11               | 2                    |
| Разом    | 31      | 3                  | 25               | 3                    |